# Nuestra Señora de Rocamador (Sangüesa)
La imagen de Nuestra Señora de Rocamador (Sangüesa) es una talla gótica de madera cubierta de plata elaborada a finales del siglo XIII o principios del siglo XIV representando a Nuestra Señora de Rocamadour, advocación originaria de la región de Quercy donde está situada la localidad francesa de Rocamadour junto a la vía Podensis del Camino de Santiago. Está conservada en la Iglesia de Santa María la Real de Sangüesa. No es el único testimonio en Navarra bajo esta advocación ya que en Estella, en la salida hacia el monasterio de Irache, se encuentra la Basílica de Rocamador.

## Talla
En la publicación de la revista La Avalancha, en 1933, Miguel Ancil la describía así: «Es imagen sedente en almohada que se apoya en banqueta; su núcleo es de madera revestida de plata, de fisonomía risueña, frente amplia, nariz un poco ensanchada en la base, labios finos que envían sonrisas al pueblo al cual dirige su mirada, barbilla redondeada. Lleva en la mano derecha un ramo de flores, y en la izquierda se apoya el Niño, de rostro también risueño, mirando al espectador. El pie derecho del Niño insiste sobre la rodilla izquierda de la Madre, y la otra extremidad está ladeada como en pose de una rodilla sobre otra. Lleva en la mano derecha una esfera y en la izquierda un librito.»

### Restauraciones
En 1946, con ocasión de su canonización, fue sometida a un proceso de restauración.

### Imágenes derivadas
La influencia artística y devocional por esta talla se muestra plasmada en otras tallas elaborados a semejanza de esta como las titulares de las iglesias de Zuazu, Urzainqui, Roncal, Aspurz, Burgui e Idoate.

## Leyendas
Una de las leyendas habla de un caballero, «Roque Amador, capitán de un escuadrón de los ejércitos de Carlos de Viana», participante en la batalla  de Aibar celebrada en octubre de 1451. Tras la derrota del príncipe Carlos y su prisión, este Roque decide regresar a su casa en Sangüesa sin sospechar del recibimiento de la guardia junto al puente, alertada de su vuelta. El jinete entró en el puente y cuando se vio asediado, se encomendó a la Virgen al tiempo que se lanzaba con su caballo desde lo más alto del puente. Salió aguas arriba del río logrando llegar incólume por cañadas y senderos a Lumbier, buscó refugio en casa de unos parientes. En una de las vidrieras de la iglesia de Santa María se representa esta escena el caballero sumergido en las aguas del río mientras es atacado por los soldados desde el puente.

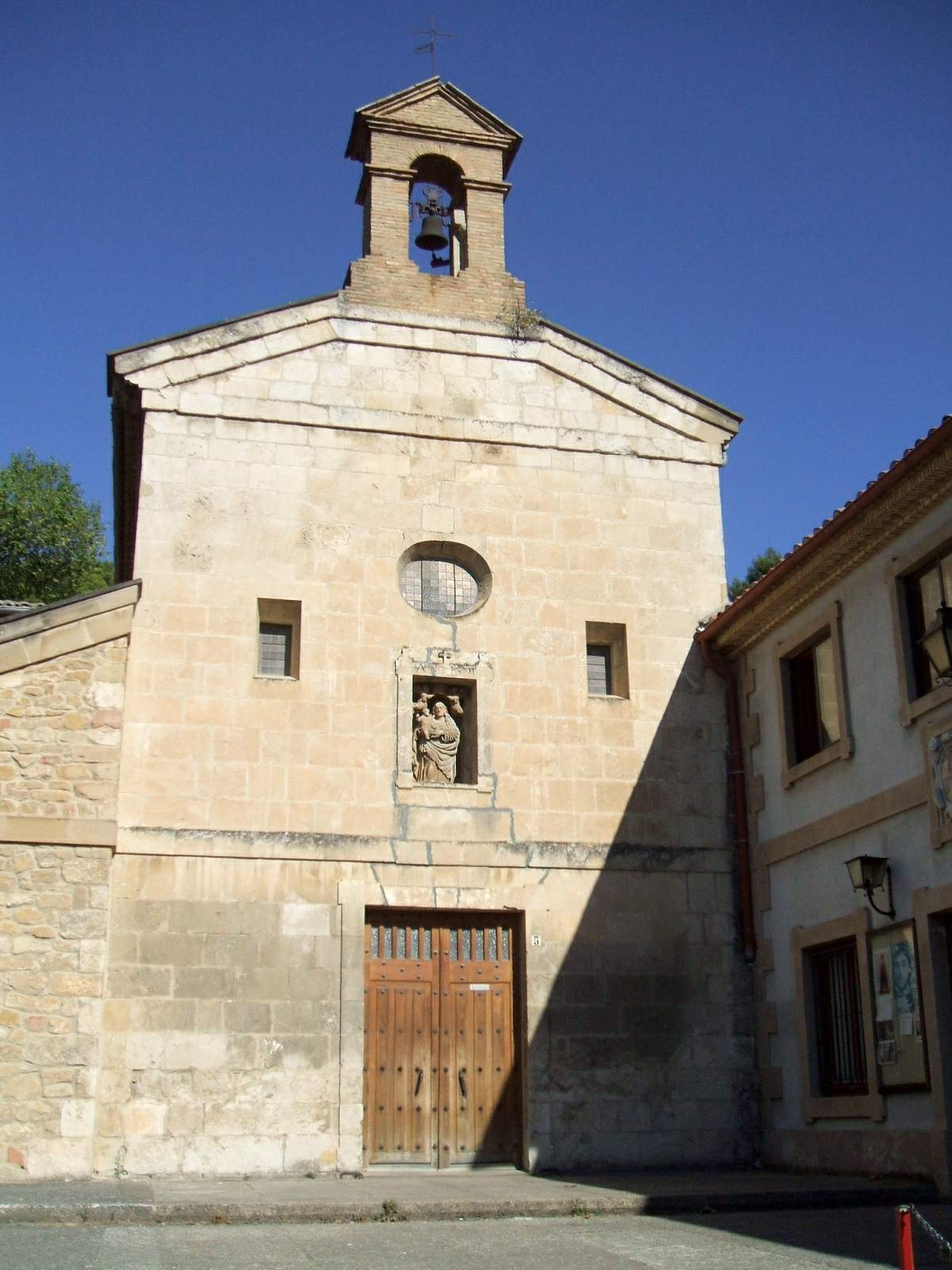
Basílica de Nuestra Señora de Rocamador (Estella)

## Veneración
La veneración a la advocación de Rocamador también se preserva en Estella y en Olite. Pero en lo referente a esta imagen, a tenor del número de tallas realizadas a imitación de la sangüesina, se puede afirmar, como hace Juan Cruz Labeaga Mendiola que «la imagen gozó de un gran prestigio y veneración en todo el territorio que rodea a Sangüesa.»